# Cavagliano (Prato)
Cavagliano è una frazione isolata del comune di Prato, situata a 479 metri s.l.m. sulle pendici dei monti della Calvana meridionale. La frazione, di origine medievale, è stata completamente abbandonata negli ultimi decenni.
Si conservano i resti dell'abitato, con i ruderi di vari edifici in pietra di origine medievale, tra i quali la Palazzina Ginori, oltre alla chiesa di San Biagio a Cavagliano e la cappella del cimitero di Cavagliano.
Il luogo è raggiungibile tramite la via di Cavagliano, che collega Filettole a Travalle e in larga parte divenuta sentiero.
Sulle pendici tra la località I Bifolchi e la frazione di Cavagliano si trova in posizione isolata il chiesino di Cavagliano di origini duecentesche.